# Liste der deutschen Botschafter in Lettland
Die Liste der deutschen Botschafter in Lettland enthält die jeweils ranghöchsten Vertreter des Deutschen Reichs und der Bundesrepublik Deutschland in Lettland. Sitz der Botschaft ist in Riga.
| Name                  | Bild              | Amtszeit          |
| / Deutsches Reich     | / Deutsches Reich | / Deutsches Reich |
| --------------------- | ----------------- | ----------------- |
| Erich Wallroth        |                   | 1921–1923         |
| Adolf Köster          |                   | 1923–1928         |
| Friedrich Stieve      |                   | 1928–1932         |
| Georg Martius         |                   | 1932–1934         |
| Eckhard von Schack    |                   | 1934–1938         |
| Hans Ulrich von Kotze |                   | 1938–1941         |
| BR Deutschland        |                   |                   |
| Hagen Graf Lambsdorff |                   | 1991–1993         |
| Reinhard Holubek      |                   | 1994–1996         |
| Horst Weisel          |                   | 1996–1999         |
| Reinhart Kraus        |                   | 1999–2001         |
| Eckart Herold         |                   | 2001–2005         |
| Eberhard Schuppius    |                   | 2005–2008         |
| Detlef Weigel         |                   | 2008–2010         |
| Klaus Burkhardt       |                   | 2010–2012         |
| Andrea Wiktorin       |                   | 2012–2015         |
| Rolf Schütte          |                   | 2015–2019         |
| Nikolai von Schoepff  |                   | 2019–2020         |
| Christian Heldt       |                   | 2020–2024         |
| Gudrun Masloch        |                   | 2024–             |

## Weblink
Webseite der Deutschen Botschaft in Riga. Abgerufen am 27. Oktober 2019.